# Філіпп VI Валуа
Філі́пп VI Валуа́ (17 листопада 1293 — 22 серпня 1350, Ножан-ле-Руа) — король Франції між 1328 та 1350 роками, старший син Карла, графа де Валуа (молодшого брата французького короля Філіппа IV Красивого) від шлюбу з Маргаритою Анжу-Сицилійською, онук Філіппа ІІІ Сміливого, засновник династії Валуа на французькому троні.

## Життєпис
Філіпп де Валуа є двоюрідним братом трьох синів Філіпа IV Красивого — Людовика X Сварливого, Філіппа V Довгого і Карла IV Красивого, які слідували один за одним на троні Франції між 1314 і 1328 роками. Філіпп де Валуа одружився в липні 1313 року з Жанною де Бургоньє.

### Династичні зміни
Коли помирав король Карл IV Красивий, він призначив Філіппа Валуа регентом королівства. Дружина короля Жанна д'Евре була вагітна, чекали, кого вона народить. 1 квітня 1328 королева народила дочку. Таким чином, старша гілка Капетингів обірвалася. Претензії на французький трон висловив англійський король Едуард III, який через свою матір Ізабеллу доводився онуком Філіппу IV Красивому. Але французькі барони відмовили йому на підставі прийнятого при Філіппові V закону, який не допускав передачі влади по жіночій лінії. Королем обрали Філіппа Валуа, який доводився двоюрідним братом Карлу IV Красивому. 29 травня його урочисто коронували в Реймсі як Філіппа VI.

### Перші кроки Філіппа VI
Свою діяльність новоявлений король розпочав із війни у Фландрії. У 1325 році фламандці виступили проти свого графа Людовика, взяли його під варту, а потім примусили підписати договір, що обмежував його владу. Вже під час коронації Філіпп присягнувся, що відновить всі права Людовика, графа Фландрського. У серпні французи з'явилися перед Кассельською горою, на якій розташувалося ополчення фламандських міст. Вночі фламандці несподівано напали на королівський табір і дісталися до самого королівського намету. Зі сходом сонця становище змінилося — французькі лицарі оточили великий загін ополченців і повністю його розгромили, убивши в цьому бою 15 тисяч ворогів. Після цієї поразки Кассель, Іпр і Брюгге відкрили перед Філіппом ворота. Влада Людовика була відновлена в повному обсязі. Після закінчення фламандської війни всі думки Філіпа були спрямовані на організацію нового хрестового походу в Палестину. У червні 1332 року в Мелені він, як колись Людовик IX Святий, прийняв хрест, і Папа Бенедикт XII доручив йому керівництво експедицією.

### Претензії Едуарда ІІІ на французький престол

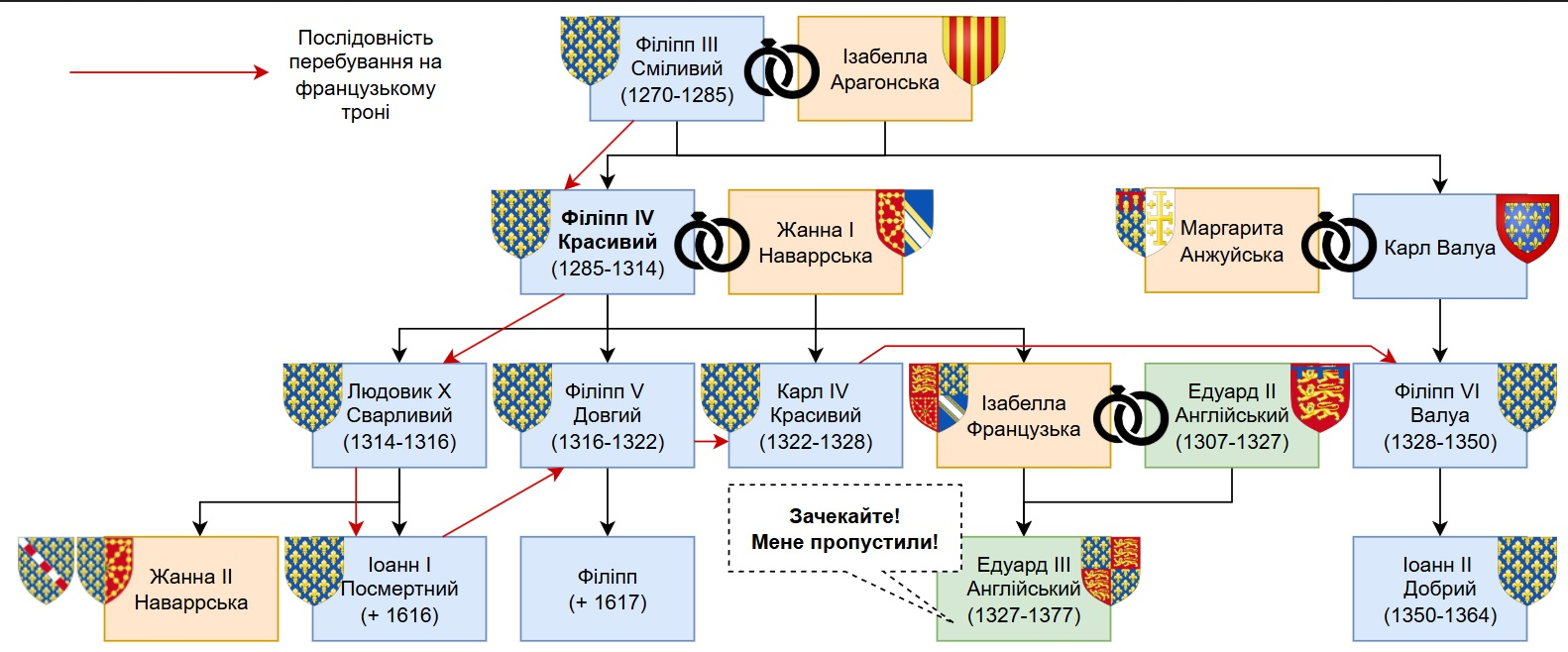
Династичні передумови Столітньої війни

Але англійський король Едуард III не залишив надії заволодіти французьким троном і цим завадив від'їзду Філіппа. На початку 1337 року на великому зібранні парламенту у Вестмінстері Едуард заявив про намір вимагати собі французьку корону. Негайно почав пошук союзників на континенті.

### Початок Столітньої війни
Були проведені переговори з імператором Людовиком IV, по всій Німеччині вербували найманців, але найвірніших союзників Едуард знайшов серед фламандців. Всі ці маневри викликали тривогу і роздратування у Франції. Відносини між двома державами стали холоднішими і ворожими. Нарешті, 1 листопада 1337 р. Філіппу було вручено формальне оголошення війни. Через кілька днів англійці оволоділи островом Кадзан біля фламандських берегів. Це була перша перемога, здобута ними в Столітній війні. У серпні 1338 року Едвард III висадився у Фландрії. Але тільки в липні 1339 року англійська армія була готова до походу, який, втім, закінчився тільки спустошенням прикордонних володінь. Філіп ухилився від вирішальної битви, хоча мав у цей час добру й численну армію. У 1340 році об'єднані сили англійців і фламандців розбили французький флот у морській битві біля Сльойса. Філіп втратив усі свої кораблі і до 30 тисяч чоловік убитими і полоненими. З цього часу англійці безроздільно панували на морі. На суші Едуард безуспішно взяв у облогу Турне. Фортеця завзято оборонялася. Філіп займав сильну позицію, захищену болотами і окопами. Едуард не зміг виманити його у відкрите поле. У вересні, коли скінчилися гроші і припаси, королі уклали перемир'я. Втім, усі спроби прийти до якої-небудь мирної угоди були безуспішні. На початку 1345 року війна відновилася одночасно в Гієні, Бретані, Фландрії та набула цього разу значного розмаху. У наступному році Едуард III висадився в Нормандії. Англійці рушили вгору по Сені. Філіп з великою армією зайшов їм у тил. Стан ворога здавався дуже скрутним, але Едуард III спритно ухилився від битви на незручних позиціях, переправився через Сомму і зайняв висоти перед Кресі. 26 серпня тут відбувся вирішальний бій. Зранку густий туман прикрив англійську армію. У пошуках ворога французи в повному озброєнні пройшли шість миль і були дуже стомлені. До того ж безперервний дощ розмочив тятиви на луках генуезьких стрільців. Коли виглянуло сонце й відкрилися позиції англійців, розважливі лицарі пропонували Філіпу відкласти бій на наступний день, щоб дати можливість воїнам відпочити. Але запальні барони переконали короля своїми промовами. Він погодився почати бій, в якому, мабуть, мав усі шанси на перемогу. Однак хитромудрі дії Едуарда знову перекреслили всі його плани. Англійський король розмістив на пагорбах своїх стрільців, прикривши їх трьома рядами лицарів. Атака французів розбилася об дружну протидію англійців. Хмари стріл і вогонь гармат внесли сильний розлад в їх ряди. Атака припинилася. Англійці перейшли в наступ і стали тіснити ворога. В запеклому бою полягло, за різними свідченнями, близько 1200 французьких лицарів, а також до 15 тисяч зброєносців та піхотинців.
Як тільки англійці виявили, хто вони такі, вони напали на них, і відбувся запеклий бій. Але французи незабаром повернули тил і втекли в великому безладі. Під час цієї втечі у відкритому полі, між живими огорожами і чагарниками, було вбито понад 7000 чоловік, і якби була ясна погода, то не втік би ні один з них
Сам король відважно бився в перших рядах, але його мужність не могла змінити ситуацію. Пізно ввечері один з графів примусив Філіпа залишити поле бою і цим зберіг йому життя. З цього часу справи французів стали йти все гірше і гірше. Англійці оточили Кале, який здався після шестимісячної облоги.

### Підсумок правління
Всі західні провінції країни були спустошені, казна спорожніла, народ був невдоволений великими податками. До того ж найкращі французькі лицарі загинули при Крессі. Все це змусило Філіппа шукати перемир'я, яке було укладено у вересні 1347 року. В останні роки свого правління Філіппу вдалося придбати землі на півдні Франції. У 1349 році він купив у бездітного графа В'єннського провінцію Дофіне, а у мальоркського короля — графство Монпельє. Це, однак, не поліпшило стану французького королівства.
Кінець правління Філіппа був затьмарений поширенням на Францію в 1348—1349 роках пандемії чуми «Чорна смерть», що лютувала також по всій Європі. Помер Філіпп від цієї хвороби в абатстві Коломб поблизу Дре 22 серпня 1350 року. Французьке королівство, яке після смерті Філіппа перейшло до його спадкоємців, було у складному становищі.

## Родина
1 Дружина — Іоанна Бургундська (1293—1349), дочка Роберта II, герцога Бургундського, доводилась чоловікові двоюрідною тіткою.
Діти:
- Філіпп (1315 — ?) — помер в дитинстві.
- Іоанна (1317 — ?) — померла в дитинстві.
- Іоанн (26 квітня 1319 — 8 квітня 1364) — король Франції (з 22 серпня 1350). На його правління припали основні битви Сторічної війни, зокрема Битва при Пуатьє (1356) під час якої Іоанн потрапив в полон.
- Марія (1326 — 22 вересня 1333) — дружина Іоанна (герцога Лімбургу) з 1332. Цей союз допоміг вислати Роберта III (графа Бомон-ле-Роже), який був виграний з Франції та переховувався в Брюсселі в 1331. Померла в дитинстві.
- Людовик (1329) — народився в Венсенському замку. Помер зразу після народження.
- Людовик (1330) — помер немовлям.
- Іоанн (1333) — народився та помер в Пуассі.
- Син (1335) — народився мертвим.
- Філіпп (1336—1375) — 1-й герцог Орлеанський (з 1344); граф Турені (з 1346 по 1360) та Валуа (з 1344). Був одружений з Бланкою, єдиною живою дочкою Карла IV, короля Франції) та останньою представницею прямих Капетингів. Мав двох позашлюбних синів.
- Іоанна (1337) — народилась та померла в Венсенському замку.
- Син (1343) — мало відомостей про цю дитину.

2 Дружина — Бланка Наваррська (1333—1398), дочка Філіпа III, короля Наварри
Діти:
- Іоанна (1351—1371) — народилась після смерті свого батька. В 1570 році Іоанна була заручена з Арагонським престолонаслідником Іоанном. В наступному році Іоанна вирушила до Арагона щоб вийти заміж, але по дорозі в Арагон вона померла.

Коханка Беатриса Ла Беруер:
- Томас (1318–1361)

Від невідомої:
- Іоанн[5] (? — після 1350)